# گریس چان
گریس چان (انگلیسی: Grace Chan; ۲۳ ژوئن ۱۹۹۱) بازیگر، مجری تلویزیون اهل کانادا بود. وی از سال ۲۰۱۳ میلادی تاکنون مشغول فعالیت بوده است.
او همچنین برندهٔ جوایزی همچون جایزه سالیانه تی‌وی‌بی شده است.